# Dronningernes dal
Dronningernes dal er en dal i Egypten, hvor hustruerne af de egyptiske faraoer blev begravet i oldtiden. I oldtiden var den kendt som Ta-Set-Neferu, hvilket betyder - "stedet for børn af Farao", fordi sammen med dronningerne af det 18., 19. og 20. dynasti (1550-1070 Fvt.) blev mange prinser, prinsesser og højtstående hoffolk også begravet her.
Dalen ligger i nærheden af den bedre kendte Kongernes Dal, på den vestlige bred af Nilen over for Theben (moderne Luxor). Dette golde område i de vestlige bjerge blev valgt på grund af sin relative isolation og nærhed til hovedstaden.
Begravelserne i dalen blev påbegyndt i tiden af Ramses I. Før den tid blev hustruerne generelt begravet med deres mænd, og nogle fortsatte med at blive dette.
Den mest berømte af gravene er Dronning Nefertaris overdådigt udsmykket grav, QV66, som er den største og mest spektakulære i Dronningernes Dal. 
| Egyptens historie | Spire Denne artikel om Egyptens historie er en spire som bør udbygges. Du er velkommen til at hjælpe Wikipedia ved at udvide den. |

25°43′39″N 32°35′35″Ø / 25.72750°N 32.59306°Ø